# レイジングストーム
『レイジングストーム』 (RAZING STORM) は、2009年にバンダイナムコゲームス（後のバンダイナムコアミューズメント）から発売されたアーケードガンシューティングゲーム。タイムクライシスシリーズの外伝作品であり、通算7作品目となる。
2010年10月21日に販売されたプレイステーション3用ソフト『ビッグスリー ガンシューティング』において、『デッドストームパイレーツ』および『タイムクライシス4』アーケード版とともに『タイムクライシス レイジングストーム』の名で収録されている。こちらには事件の全容が明らかになるストーリーモードを始めオリジナルモードも収録されている。 
部品調達難に伴い、2016年1月に筐体の修理サポートを終了することが発表された。

## システム
「大量破壊マシンガンゲーム」と銘打たれたガンシューティングゲーム。タイムクライシスシリーズと同様に、フットペダルシステムや制限時間制度を採用している。メイン武器はマシンガンで、防弾盾を持ちながら移動する。また、特定のシーンでは特殊武器を用いて戦うこともある。
敵に狙われると、命中弾を知らせるサイトエフェクトが現れる。1P側が赤で2P側が青、双方に命中する場合は両方の色が表示される。サイトにはゲージが表示されており、ゲージが0になった時に隠れていないとダメージを受ける。

### ストーリーモード
家庭版には、オリジナルのストーリーモードが収録されている。ストーリーモードはFPSステージがメインとなっており、デルタチームのキャラクターが登場したり、アーケードでは描かれなかったキャラクターの一面が描写されたりしている。本作のFPSモードではライフゲージが存在せず、ダメージを受けると画面が徐々に赤くなるダメージ表現が採用されている。画面が赤い状態でダメージを受け続けると死亡する。安全な場所で待機するとライフが回復する。

### 従来のタイムクライシスシリーズとの相違点
今作では、歴代のタイムクライシスシリーズとは異なる点がある。
プレイヤーの設定
主人公は諜報機関のエージェントではなく、特殊部隊の一兵士である。名前も設定されておらず、ゲーム中では殆どが主人公の一人称視点で展開され、姿を見せることもしゃべることも無い。
協力プレイの内容
従来のタイムクライシスシリーズと違い画面は2つに分かれておらず、協力プレイを行う際も2人で1つの画面を使用する。このため、プレイヤーによってルートが分岐することもない。
失敗するとゲームオーバーになるイベントが存在する
ステージ3の連絡通路での戦闘の際、連絡通路が落とされてしまうとライフの個数に関係なくゲームオーバーとなる。
ライフ回復システム、およびライフペナルティ
本作では、レーザーサイトで狙われている味方を助けると、ライフが0.5個分回復する。:また、今作は後述のようにステージ1と2の1シーンずつに登場する民間人を誤射してしまうとライフが0.5個減るペナルティが存在する。ただし、味方を誤射しても減点のスコアペナルティは無い。

## ストーリー
2030年、南米の某国は、急激な経済発展と金融バブルによって、政情の不安定さを抱えたまま近代化していた。そこで、テロ組織と軍の一部が共謀し､首都を制圧する事件が発生した｡事態の長期化を恐れたアメリカは､新型衛星ビーム砲で敵のアジトを破壊する作戦を立てる。プレイヤーは非公式特殊部隊（通称SCAR=Strategic Combat And Rescue）アルファチームの隊員として暴動鎮圧の任務にあたることになる。

### アーケードステージ
ステージ1-遭遇-
首都で発生した暴動を鎮圧するため、ブラボーチームとアルファチームは、陸と空から任務にあたっていた。しかし、アルファチームは敵から放たれたミサイルにより撃墜され、ディアマンテ・ホテルに墜落してしまう。そこから、ホテル内やロビーから現れたテロリストおよび反乱兵との戦闘が発生する。
ステージ2-突破-
アルファチームは、ディアマンテ・ホテルの敵を一掃した後、市場にて戦闘中のブラボーチームと合流するために駆けつける。そこで、市場のテロリストおよび反乱兵の戦闘が発生する。
ステージ3-決戦-
暴動の首謀者であるパウロ・ゲラのアジトを、衛星ビーム砲で破壊する作戦が開始された。ビーム砲の準備が整うまでの間、屋上にいる敵兵をスナイパーライフルで仕留める。
アジトの破壊後、屋上に現れた反乱兵との戦闘が発生する。戦闘中、屋上で大規模な爆発が発生し、一同はビルの連絡通路に退避するが、敵兵器が機能停止する直前に大量のミサイルを連絡通路にめがけ発射する。SCAR隊員は連絡通路を守るべく、ミサイルを破壊する。
ステージ4-救出-
アジトの破壊作戦中、ブラボーチームは敵の総攻撃を受けていた。アルファチームは、ハントから援護と救出を要請される。応戦中のブラボーチームを援助するため、アルファチームは現場に向かった。終盤には、巨大な爆撃機が出現し、チームを襲う。

### ストーリーモード
アーケードステージでは、ステージ4終了後のムービーで、ブラボーチーム隊長が敵に拉致されたとの連絡が入り、拉致された仲間を救助することを決心する描写でエンディングを迎えていた。家庭用のストーリーモードは、この続編となる。
ステージ1
アルマダ刑務所ステージ
南米某国、熱帯雨林の中にあるアルマダ刑務所。そこはパウロ・ゲラが収監されていた。刑務所をパウロ・ゲラを奪還すべく暴徒が急襲する。刑務官たちはパウロ・ゲラの脱獄を阻止すべく必死に撃退を試みる。
市街地ステージ
刑務官を圧倒的な火力と人数を用い全員倒し、刑務所から脱獄したパウロ・ゲラは瞬く間に首都を制圧。
制圧された首都から大統領を保護すべく、デルタチームはジープで現場に向かうも途中、暴徒に破壊されたため直ちに暴徒と応戦する。
途中、ブラボーチーム隊長のハントより、衛星ビーム砲を使用する際に必要なパスファインダーの輸送準備を司令部から命じられたとの連絡が入る。
ファベーラに現れる敵を倒しながら目的地に向かったデルタチームは、大統領が監禁されていると思わしき工事現場にて大統領らしき人物を発見するものの、その途端ラプターが2台現れる。
大統領を保護すべく、ラプターと熾烈な戦闘を繰り広げる。
ステージ2
大統領を保護するも、パウロ・ゲラは大統領からパスワードおよび認証用の虹彩を確保し目的を達成した後であった。
その後、パウロ・ゲラはなんと収容されていたアルマダ刑務所に戻り、守りを固めていた。
パウロ・ゲラがいると思われるアルマダ刑務所にてデルタチームは戦闘する。
途中、ロングレックに気がつかれないようにサーチライトをかわしながらの移動や毒ガスが充満したエリアから脱出など様々な困難が待ち受ける。
最後にラプター3台とロングレッグ1台を誘導ミサイルを使って破壊する。
ステージ3
ようやくアルマダ刑務所の敵を殲滅したものの、パウロ・ゲラは既に首都のビルに移動し不適にも居場所を知らせる地図が残っていた。
司令部よりアルファとブラボーの両チームを出動させ、衛星ビーム砲で首都のアジトを破壊する作戦を開始する旨をデルタに伝えたうえでブラボーチームと合流するように命じられる。
敵に攻撃されているブラボーチームの防衛ラインを援護しつつ、敵を殲滅しパスファインダーの援護に向かう。
しかし、防衛ラインが突破され、パスファインダーが攻撃を受けたためパスファインダーを守るべく激戦を繰り広げる。
※この間の流れはアーケードモードを参照
ステージ4
パスファインダーをなんとか守り切り、アルファチームが衛星ビーム砲を発射。パウロ・ゲラのアジトを破壊するもデルタ・ブラボー両チームは暴徒の総攻撃を受け壊滅状態になりハントを始め数名がジラソール工場跡地へ拉致された。
ザックを始め両チームの拉致されずに生き残ったメンバーも戦闘中に気を失い、いつ止めを刺されてもおかしくない状況であったが、アルファチームがスーパーでの激戦（アーケードモードステージ4）を制し駆け付けたことにより、隊長キングらによって起こされ、九死に一生を得た。
アルファチームとデルタ・ブラボー両チームの生き残りは合流しハントを始め拉致されたメンバーを救助すべくジラソール工場跡へ乗り込む。
拉致された仲間がいると思われるジラソール工場跡の最下層を目指すが、貨物エレベーターで移動中に攻撃を加えられたり止められたりとさまざまな敵の罠を撃破しつつ最下層へ。
ハント以外のメンバーは途中で合流したが、ハントは最下層に設置されたアメリカを爆撃するためのミサイルに縛りつけられていた。
その横にいたのはなんと衛星ビーム砲で死んだはずのパウロ・ゲラ。
アジトのビルと一緒に吹き飛ばされたのは替え玉であった。
アルマドゥーラという名の兵器に乗り込んだ本物のパウロ・ゲラと最後の死闘を繰り広げる。

## 登場人物

### SCAR
SCAR（Strategic Combat And Rescue）はアメリカの非公式特殊部隊。隊員は片目タイプのゴーグル型HUDを装着している。以下の人物は、名前で呼ばれた順番に記述する。また、ストーリーに直接関係のない人物は省略する。

#### アルファチーム
アーケードモードのプレイヤーが所属するチーム。新人隊員のアルファ1、アルファ2の視点でゲームが進行している。
アルファ（プレイヤーキャラクター）
SCARの新人隊員。1P側がアルファ1、2P側がアルファ2と呼ばれている。殆どアルファの一人称視点で物語が進み、姿や名前などは登場しない。
キング
アルファチームの隊長を務める黒人男性。サングラスが特徴。いかなる状況でも冷静に判断し、部隊をまとめている。また、プレイヤーに特殊武器を使う指示を出すのも彼である。
シン
SCARの隊員。直情的で、突撃行動をよくとる。ジープの操縦を任されている。キングとともに、SCARの中では最も台詞が多い。
ストーリーモードのステージ4でも相変わらず突撃行動を行っており、オニールの制止を振り切ってジラソール工場跡地の正門を派手に爆破したため、直ちに暴徒と交戦する羽目となる。
オニール
SCARの中でも一目置かれている実力者。スキンヘッドの白人。戦闘のほか、ロングレッグのデータ測定、ステージ3では衛星ビーム砲の操作も行う。
ストーリーモードのステージ4ではジラソール工場跡のセキュリティーシステムの解除を行った。
ムーア
テーラー
ガルシア
ミラー
マック
ブラウン
デービス
ウイリアムズ
ジョーンズ

#### ブラボーチーム
アルファチームの先導部隊として登場している部隊。衛星ビーム砲を使用する際に必要なパスファインダーの輸送を担当している。プレイヤーの行動（ステージ4までクリア）によっては、ほぼ全滅する。ストーリーモードではステージ3以降デルタチームと合流している。
ハント
ブラボーチームの隊長を務める白人男性。顔に傷がある。アーケードモードのエンディング（ステージ4までクリア）によっては、暴徒によって拉致されてしまう。
ストーリーモード、ステージ4ではジラソール工場跡最下層にてアメリカを爆撃するためのミサイルに縛りつけられ、起動装置を仕組まれたもののキングの機転で無事に生還を果たす。

#### デルタチーム
ストーリーモードでプレイヤーが所属するチーム。アルファ・ブラボー両チームの先行部隊。部隊はプレイヤーと行動を共にする本隊の他、別に行動しているアサルト1～4の5つのチームで構成されている。ステージ3ではブラボーとステージ4ではブラボーの生き残りおよびアルファチームと行動を共にする。
デルタ1
ストーリーモードでのプレイヤーキャラクター。
ザック
デルタチームに所属する茶髪の白人男性。デルタチームの中心人物で、プレイヤーを始め全部隊のメンバーに指示を出している。民間人が巻き添えになる可能性があるため、衛星ビーム砲の使用を反対していた。妻がいたが、既に死亡している。死に急いでいるような言葉を発しているが、エンディングでは生還したハントに「生きろってことだ」と励まされる。
キース
ケン
スティーブ
アーロン
マーク
サム
アサルト1～4
デルタチームの別動部隊。ステージ4では登場しない。

#### SCAR司令部
司令官
SCAR司令官。スキンヘッドに軍服の白人男性でHQと呼ばれている。ステージ1の序盤、｢お前たちはそこ（ディアマンテ・ホテル）にいるべき人間ではないはずだ｣の一言のみでブラボーチームの援軍要請を拒否したため、キングに激怒された。
ストーリーモードでは、デルタチームが移動に使用していたジープが破壊され、暴徒と応戦中であることを長らく把握していなかった。
また、衛星ビーム砲を使う作戦では、パウロ・ゲラの替え玉に騙され、ジラソール工場跡地に連れて行かれたブラボーとデルタチームを見殺しにして帰還命令を出し、危うく本物のパウロ・ゲラを取り逃がしそうになった。

### アルマダ刑務所
ストーリーモード1ステージの冒頭でプレイヤーが勤務している刑務所。前述の通りパウロ・ゲラが収監されているが暴徒により急襲される。
刑務官
ストーリーモード ステージ1、アルマダ刑務所ステージでのプレイヤーキャラクター。パウロ・ゲラの逃亡を阻止するため、スナイパーライフルで暴徒に立ち向かう。しかし、暴徒の侵入を許してしまい、最後は正規軍反乱部隊に射殺される。
アルマダ刑務所所長
アルマダ刑務所で所長を務める男性。制帽にサングラスをかけている。暴徒に制圧された1階を封鎖し、2階で暴徒に対処しようとしたが、暴徒に殺害される。

### 暴徒
今回の敵勢力で、前述の通りテロリストと正規軍の反乱部隊の混合。多くの兵器を使用しSCARに立ち向かう。なお、本作では人間のボスキャラクターは存在せず、ボスはすべて兵器である。敵兵についての公式発表がないため、外見などから判断した名称で紹介。
民兵
テロ組織に所属する民兵。腕に刺青を入れている。帽子やバンダナをつけたり覆面をかぶるものなど、複数のパターンが存在する。アサルトライフルを装備している。
アーケードモードでは接近攻撃がメインで大勢で現れては銃床で殴りつけてきたり近距離で発砲してきたりする。また、手榴弾を投げながら接近することもある。しばらくすると逃げてしまう兵士もいる。ステージ3のみ登場しない。
ストーリーモードではステージ1ではアルマダ刑務所を集団で襲撃、刑務官にナイフを突き付け、他の刑務官の動きを封じ込めようとする。デルタチーム登場後は、接近攻撃をする。正規軍反乱兵と比べて軽装なためか耐久力が低い。こちらもステージ3のみ登場しない。
正規軍反乱部隊
正規軍でありながらテロリストと結託し暴動に参加した反乱部隊。
一般兵
ボディーアーマーとヘルメットを身に着けている。アサルトライフルで攻撃してくるが、一部の兵士は手榴弾を使用する。
ステージ3冒頭の狙撃シーンなど、遠方から攻撃してくる兵士はスナイパーライフルを装備している。
特殊兵
ストーリーモードで新たに登場。レーザー機銃を装備している。一般兵と比較し、軍服の色およびヘルメットの形状が異なり、耐久力が高い。
遠方から攻撃してくる兵士は、スナイパーライフルタイプのレーザー銃を装備するほか、ステージ2の中盤ではグレネードランチャーを使用する者もいる。
パウロ・ゲラ
今回の暴動を指揮している男。アメリカの支援の元、急激な経済発展を迎えた某国の現状を打破する目的で、今回の暴動を引き起こした。
アーケードモードでは顔のデータと名前のみ判明しており、実際に登場することはない。ステージ3でアジトを破壊した時に死亡したと思われていた。
ストーリーモード冒頭ではアルマダ刑務所に収監されていたが、暴徒の協力によって脱走。その後、暴徒を指揮し首都を制圧している。テレビ局やラジオ局を利用した演説も行っている。
ステージ2の冒頭ではアルマダ刑務所に戻って指揮していたが、ステージ3以降は首都にあるビルの1つに移動したと見せかけていた。
ステージ4のジラソール工場跡最下層で、アメリカを攻撃するために用意したミサイルに拉致したハントを縛り付け、SCARを待ち構えていた。
パウロ・ゲラの最終目標はアメリカ製のミサイルを用い、アメリカを殲滅することであった。
最後はアルマドゥーラという名の兵器に自ら乗り込んでSCARと最後の決戦を行うものの、操縦席を狙撃され散った。

## 装備

### SCARの装備
アーケードモードでは通常マシンガンを使用し、キングの指示でクラスターショット・ロケットランチャーの武器に切り替える。
ストーリーモードでは刑務所刑務官はスナイパーライフルのみ、デルタチームはマシンガンと手榴弾、そして第3の武器がステージ開始時の標準装備になっている。
第3の武器の初期装備はステージ1～2・4がショットガンで3がスナイパーライフル、4のアルマドゥーラ戦ではグレネードランチャー。
前作と違い全ての武器を持ち運べないため、ステージ中第3の武器を切り替えながら暴徒と戦っていく。（マシンガンは切り替え不可）
補給はアイテムを拾う他、ステージ2の終盤以降は弾薬箱が要所に置いてあり、弾薬箱に触れていると装備している武器の弾薬が少しずつ補給されるようになっている。ただし、手榴弾のみは弾薬箱に触れても補給されない。
マシンガン
SCARの標準装備のプルバップ型マシンガンで装弾数は60発。通常はこのマシンガンを使用し敵を倒すが、特定のシーンでは装備を切り替えて戦う。
ストーリーモードのデルタチームも使用する。
クラスターショット
集弾性のある小型ロケット弾を6～7発同時に発射する重火器で、装弾数は12発。合計で72～84発内蔵されている。
連射速度は遅いが威力は高い。ステージの中ボス、ラプター戦で主に使用する。（ただし、最初に登場するラプターのみマシンガンで倒す。）アーケードモードのみ登場。
ロケットランチャー
強力なロケット砲を発射する重火器で装弾数は10発。着弾時に発する爆風にも攻撃判定がある。各ステージのボス戦で使用する。ストーリーモードでは使用できない。
スナイパーライフル
ステージ3の冒頭のシーンで遠方にいる敵兵士を狙撃する際に使用するライフル。装弾数は無限。
アルファチームのほかにストーリーモードの刑務所刑務官およびデルタチームも使用しており、こちらは装弾数6発。銃本体に照星と照門がついていないため、スコープを使わないで使用するとブレがかなり広くなる。
軌道衛星レーザー照準装置
ステージ3のサソリ型機動兵器の後半で使用する。衛星ビーム砲の着弾地点を設定するのに用いる。レーザーの照準能力は、発射している時間に比例して下がっていく。リロードを行うと照準能力は元に戻る。
衛星ビーム砲は、軌道衛星レーザー照準装置で照準を合わせ、着弾地点のデータをブラボーチームが輸送しているパスファインダーを経由して衛星に送信し、着弾地点に向けてレーザーを発射するシステムである。
ステージ3開始時はオニールがパウロ・ゲラのアジトビルを測量および照準を行うのに使用した。
防弾盾
SCARの隊員が敵の攻撃を防御するのに使用する盾。アーケードモードのみ登場。
従来のタイムクライシスシリーズでは障害物に隠れることで攻撃を回避していたが、レイジングストームでは代わりに防弾盾で攻撃を防ぐ。銃弾やレーザー、吹っ飛んできた兵士、果てはミサイルや明らかに巨大な兵器の直接攻撃すらも防ぐことができる。
ショットガン
ストーリーモードのデルタチーム隊員の標準装備。ステージ1～2・4は開始時よりマシンガンとともに装備している。
射程は短いが近距離の敵に広範囲にダメージを与えることが可能。装弾数は16発。
スキュアー
ストーリーモードのみ登場する、銛を発射する銃。スコープが装着されているので、ある程度は精密に狙いを定めることも可能。銃本体に照星と照門もついていることから、スコープを使わずに射撃することも可能。装弾数は20発。
バレロ・キャノン
ストーリーモードで登場する鉄球を打ち出す銃。装弾数は1発。エネルギーチャージによって飛距離と威力が増大する。
グレネードランチャー
ストーリーモードで登場する、連発が可能なグレネードランチャー。装弾数は6発。ステージ4のアルマドゥーラ戦では初期装備となっている。
誘導ミサイル
ストーリーモードで登場するミサイル発射機。発射されたミサイルはプレイヤーが操作できる。装弾数は1発。
固定機銃
ストーリーモードで登場するガトリング砲。装弾数は無限であるが、長時間使用すると熱が溜まっていき、バレルがオーバーヒートしてしまうと冷却が完了するまでの少しの間使用できなくなってしまう。
対戦車砲
ストーリーモードで登場する対戦車砲。装弾数は無限であるが発射は単発。
手榴弾
ストーリーモードで使用する手榴弾。最大4つ持つことができる。
C4爆弾
ストーリーモード ステージ3の序盤の戦闘時にサムが仕掛けたトラップ。そのうち2つは仕掛けたサムが死亡したため、プレイヤーが起動させることになる。

### 敵の兵器
敵には人間だけでなく、様々な兵器が存在する。H.A.C.Sとラプターには弱点が2つずつ存在し、破壊すると隊員から弱点を破壊したことを知らせるメッセージが入るとともに、追加でダメージと得点が入る。
H.A.C.S
機関銃やミサイル・チェーンソーで武装された強化装甲兵。弱点は顔面の装甲と、背中のタンク。
ラプター
名前の通り、鳥の足と胴体だけのような形の2足歩行兵器。大ジャンプしながら画面中を飛び回ったり、壁に張り付いたりする。底面のレーザー機銃、両側面のミサイルが武器だが、体当たりも行う。弱点は両側面のミサイルポッド。
ロングレッグ
ステージ1,2のボスとなる大型兵器。その名の通りすだれ状の長い脚部を持つ多脚戦車で、本体上下にあるレーザー発射口と機銃が主な武器。他にもミサイルや踏み潰し、ビームによる薙ぎ払いといった多数の攻撃手段がある。また、主砲である大出力のビーム砲も繰り出す。
ストーリーモードでもステージ2の終盤、ボスとして登場した
サソリ型機動兵器（名称不明）
ステージ3のボスとなる大型兵器。ロングレッグと比べると小型で素早い。主な武器は尾の2連装レーザー砲だが、体当たりも行う。
攻撃ヘリ
ステージ3に登場する兵士輸送用のヘリ。ゲーム中では「ヘリ」と呼称されるが実際にはスラスターで浮上している。レーザー機銃で武装されている。
爆撃機（名称不明）
ステージ4のボスとなる巨大爆撃機。機体下部の全ての発射口から一斉に弾幕を展開する。主砲には、強力なビーム砲が搭載されている。
ウォーカー
ストーリーモードで登場する歩兵支援兵器。武装はレーザー機銃。装甲を破壊していくと操作している兵士が見え、操作兵を狙撃すると容易に破壊が可能。
シーカー
ストーリーモードで登場する飛行型兵器。ラジコンヘリほどの大きさで、レーザー機銃で武装されている。耐久力は低いが、集団で飛び回り攻撃してくる。終盤は反乱兵やアルマドゥーラとセットで登場する。
機雷
敵がステージ2の下水や3の川にしかけた機雷。機雷自体は武器で破壊できる。近づくと警戒音が大きくなる。
毒ガス
ステージ2にて刑務所内の一部フロアにて充満している毒ガス。ステージ1の刑務所ステージでも、刑務官の無線にガスが迫っているとの連絡がある。
アルマドゥーラ
ストーリーモード ステージ4のジラソール工場跡地最下層にてパウロ・ゲラが操る兵器。ラプターを巨大化したような兵器で、機関銃とレーザー機銃に大量のミサイルが武装。空を飛ぶこともでき、一気に急降下して踏み潰し攻撃も仕掛けてくる。

## 主題歌
オープニングテーマ「Ashes」
歌 - ファイヴ・フィンガー・デス・パンチ
エンディングテーマ「The Bleeding」
歌 - ファイヴ・フィンガー・デス・パンチ